# Manfred Becker (Fußballspieler, Dezember 1940)
Manfred Becker (* 27. Dezember 1940) ist ein ehemaliger deutscher Fußballspieler. Er absolvierte für den 1. FC Kaiserslautern in der Saison 1965/66 ein Bundesligaspiel.

## Sportliche Laufbahn
Der Stürmer Manfred Becker wurde wie Wolfram Kaminke und Herward Koppenhöfer zur Runde 1965/66 aus der eigenen Amateurmannschaft in den Lizenzspielerkader übernommen. Zusätzlich verstärkten sich die „Roten Teufel“ noch durch Otto Geisert (Karlsruher SC), Uwe Klimaschefski (Hertha BSC) und Manfred Rummel (Eintracht Duisburg). Am 33. Spieltag der Saison 1965/66, ausgetragen am 21. Mai 1966, bestritt Becker sein einziges Bundesligaspiel beim 3:2-Heimsieg gegen den FC Schalke 04. Trainer Gyula Lóránt hatte den FCK-Angriff mit Becker, Willy Reitgaßl, Rummel, Helmut Kapitulski und Harald Braner ins Rennen geschickt. Das Ligaspiel fand drei Tage nach dem kräftezehrenden Pokalhalbfinale am 18. Mai beim MSV Duisburg (3:4) statt und die Lauterer mussten mit 24:40 Punkten unbedingt auf Sieg spielen. Am 18. Juni 1966 stürmte Becker auch bei einem Spiel in der Intertoto-Runde gegen Wisla Krakau (2:4) auf Rechtsaußen.
1966/67 stand er zwar auch noch im Profikader, hatte jedoch keinen Einsatz mehr. Hauptsächlich war Becker in dieser Zeit für die Amateurmannschaft des FCK in der 1. Amateurliga Südwest aktiv.